# 신라진지문성왕릉
신라진지문성왕릉(新羅眞智文聖王陵)은 경상북도 경주시 서악동에 있는 경주 진지왕릉과 경주 문성왕릉이다.
1969년 8월 27일 대한민국의 사적 제178호로 지정되었으나, 각 고분의 역사성과 특성을 고려하여 사적으로 각각 분리하여 재지정 함에 따라 2011년 7월 28일 지정을 해제하였다.

## 같이 보기
- 경주 진지왕릉 - 사적 517호
- 경주 문성왕릉 - 사적 518호